# Haliplus uniformis
Haliplus uniformis is een keversoort uit de familie watertreders (Haliplidae). De wetenschappelijke naam van de soort is voor het eerst geldig gepubliceerd in 1920 door Zimmermann.